# Volkscongres (Groningen)

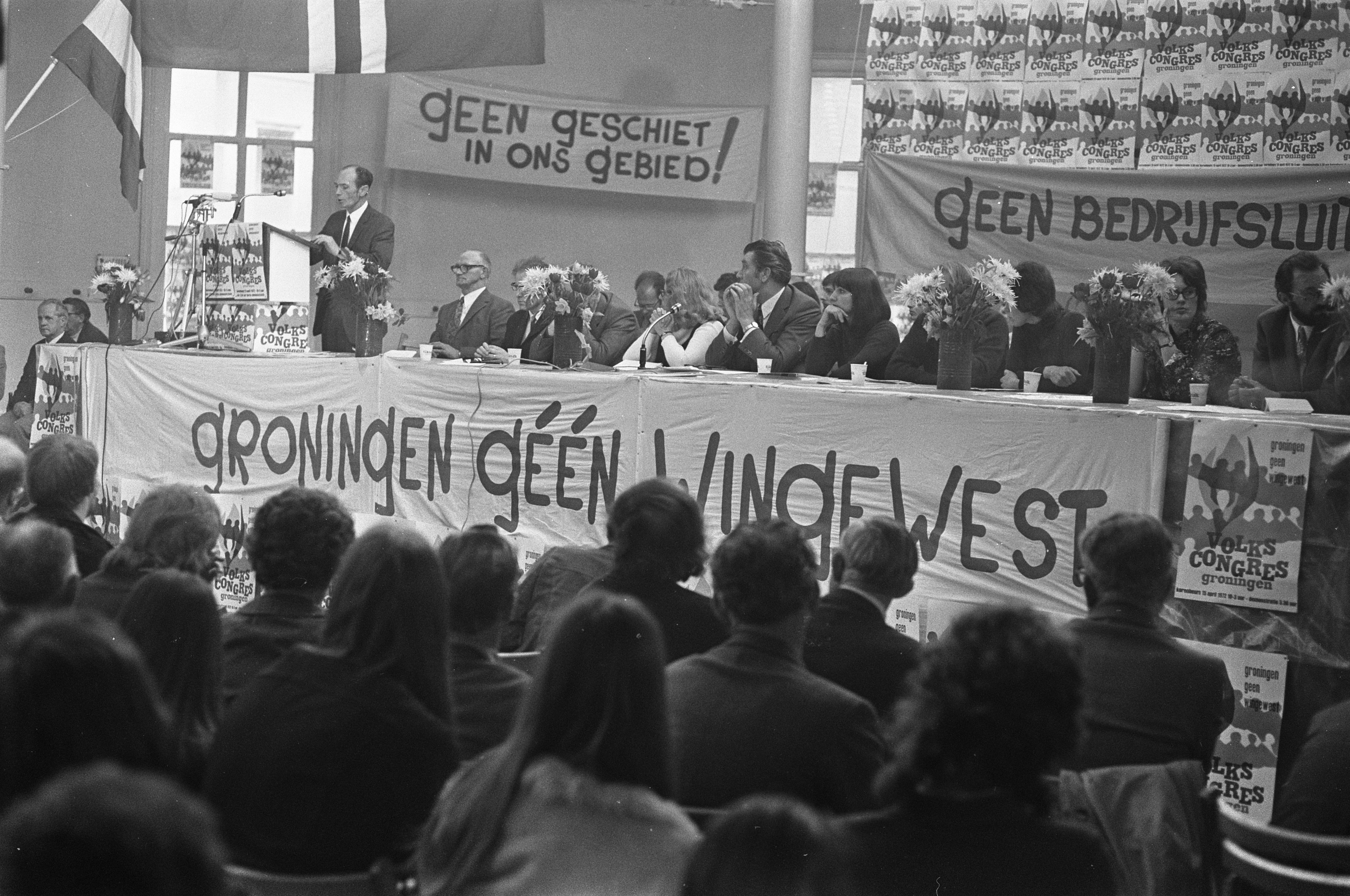
Volkscongres in Korenbeurs te Groningen, 15 april 1972

Het Volkscongres in Groningen was een bijeenkomst waar aandacht werd gevraagd voor de achtergestelde sociaaleconomische positie van de  provincie Groningen. In de jaren zeventig en tachtig is er viermaal zo'n volkscongres gehouden.

## Achtergrond
In de periode na de Tweede Wereldoorlog werd de provincie Groningen zwaar getroffen door de achteruitgang van de strokartonindustrie en de confectie. De gevonden aardgasvoorraden (het aardgasveld van Slochteren) kwamen bovendien nauwelijks ten goede aan de provincie. Ook voorstellen voor het aanleggen van militaire oefenterreinen en - later - dumping van radioactief afval in de provincie vielen niet in goede aarde.
De CPN had begin jaren zeventig veel succes met haar activiteiten op sociaaleconomisch gebied. Bevreesd als zij waren voor een sterke communistische invloed gingen ook de PvdA en de vakbonden zich vervolgens serieus met de sociaaleconomische positie van Groningen bezighouden.
In een poging de overhand te houden, en uit protest tegen wat zij het afglijden van de provincie naar een wingewest noemde, nam de CPN daarop het initiatief tot een volkscongres, teneinde de bevolking van de provincie Groningen in beweging te krijgen. De in totaal vier volkscongressen, waarvan de 'gezamenlijke actiecomités' vaak werden afgeschilderd als communistische mantelorganisaties, bleken onverwacht breed gedragen en succesvol.

## Effect
De volkscongressen hadden als direct resultaat dat vele organisaties zich bewust werden van de achterstandspositie van de provincie Groningen en - in mindere mate - de provincies Friesland en Drenthe. Met name de toegenomen kracht van de vakbonden bleek van belang om de situatie te verbeteren.

## Deelname
Aan alle volkscongressen namen vele duizenden mensen deel, afgevaardigd door ongeveer tachtig organisaties en bedrijven
Onder meer de volgende organisaties namen deel of ondersteunden de volkscongressen:
- CPN
- Groninger Studentenbond
- Studentenpastoraat Groningen
- Themagroep Noord-Nederland (RUG)
- Waddenvereniging

De PvdA weigerde samenwerking, maar op persoonlijke titel waren individuele PvdA-leden als Lolle Nauta wel van de partij.

## Plaatsen
In de volgende plaatsen werden de volkscongressen gehouden:
- 1972: Groningen
- 1975: Groningen
- 1977: Winschoten
- 1980: Winschoten

## Trivia
- Pim Fortuijn, toen nog lid van de PvdA, trad op als voorzitter van het volkscongres in 1975.[2][3]